# Indywidualne międzynarodowe mistrzostwa Ekstraligi
Indywidualne międzynarodowe mistrzostwa Ekstraligi im. Zenona Plecha – rozgrywki żużlowe, organizowane przez Ekstraligę Żużlową od 2014 roku.
Od sezonu 2021 turniej nosi imię Zenona Plecha, 5-krotnego indywidualnego mistrza Polski i indywidualnego wicemistrza świata na żużlu z roku 1979
W zawodach startuje 16 zawodników rozgrywek Speedway Ekstraligi, którzy rozgrywają 20-biegowy turniej indywidualny, a następnie dwa półfinały oraz finał, na podstawie którego ustalana jest klasyfikacja końcowa. W pierwszym roku obowiązywała zasada, w myśl której, z każdego klubu nominowany był jeden zawodnik krajowy oraz jeden obcokrajowiec. Obecnie prawo startu otrzymuje 15 zawodników z najwyższymi średnimi po 10. kolejce rozgrywek oraz 1 zawodnik nominowany przez Ekstraligę Żużlową.

## Medaliści
| Rok                                                                  | Miejsce | Złoto                                     | Srebro                                  | Brąz                                      | Źr. |
| -------------------------------------------------------------------- | ------- | ----------------------------------------- | --------------------------------------- | ----------------------------------------- | --- |
| Indywidualne międzynarodowe mistrzostwa Ekstraligi                   |         |                                           |                                         |                                           |     |
| 2014                                                                 | Tarnów  | Emil Sajfutdinow Unibax Toruń             | Darcy Ward Unibax Toruń                 | Martin Vaculík Unia Tarnów                |     |
| 2015                                                                 | Leszno  | Grigorij Łaguta KS Toruń                  | Piotr Pawlicki Unia Leszno              | Greg Hancock Speedway Stal Rzeszów        |     |
| 2016                                                                 | Gdańsk  | Krystian Pieszczek ZKŻ Zielona Góra       | Grigorij Łaguta ROW Rybnik SA           | Piotr Protasiewicz ZKŻ Zielona Góra       |     |
| 2017                                                                 | Gdańsk  | Leon Madsen Włókniarz Częstochowa         | Kacper Woryna ROW Rybnik SA             | Bartosz Zmarzlik Stal Gorzów Wielkopolski |     |
| 2018                                                                 | Gdańsk  | Patryk Dudek ZKŻ Zielona Góra             | Piotr Pawlicki Unia Leszno              | Nicki Pedersen Unia Tarnów                |     |
| 2019                                                                 | Gdańsk  | Bartosz Zmarzlik Stal Gorzów Wielkopolski | Piotr Pawlicki Unia Leszno              | Martin Vaculík ZKŻ Zielona Góra           |     |
| 2020                                                                 | Toruń   | Bartosz Zmarzlik Stal Gorzów Wielkopolski | Jason Doyle Włókniarz Częstochowa       | Leon Madsen Włókniarz Częstochowa         |     |
| Indywidualne międzynarodowe mistrzostwa Ekstraligi im. Zenona Plecha |         |                                           |                                         |                                           |     |
| 2021                                                                 | Toruń   | Jason Doyle Unia Leszno                   | Janusz Kołodziej Unia Leszno            | Bartosz Zmarzlik Stal Gorzów Wielkopolski |     |
| 2022                                                                 | Toruń   | Bartosz Zmarzlik Stal Gorzów Wielkopolski | Tai Woffinden WTS Wrocław               | Leon Madsen Włókniarz Częstochowa         |     |
| 2023                                                                 | Toruń   | Bartosz Zmarzlik Speedway Lublin          | Martin Vaculík Stal Gorzów Wielkopolski | Kacper Woryna Włókniarz Częstochowa       |     |
| 2024                                                                 | Łódź    | Bartosz Zmarzlik Speedway Lublin          | Jason Doyle GKM Grudziądz SA            | Fredrik Lindgren Speedway Lublin          |     |
| 2025                                                                 | Łódź    | Michael Jepsen Jensen GKM Grudziądz SA    | Artiom Łaguta WTS Wrocław               | Dominik Kubera Speedway Lublin            |     |

## Klasyfikacja medalowa

### Według zawodników
Stan po sezonie 2025
| Lp. | Zawodnik                | Państwo           | Lata      | Złoto | Srebro | Brąz | Razem |
| --- | ----------------------- | ----------------- | --------- | ----- | ------ | ---- | ----- |
| 1.  | Bartosz Zmarzlik *      | Polska            | 2017–2024 | 5     | –      | 2    | 7     |
| 2.  | Jason Doyle *           | Australia         | 2020–2024 | 1     | 2      | –    | 3     |
| 3.  | Grigorij Łaguta         | Rosja             | 2015–2016 | 1     | 1      | –    | 2     |
| 4.  | Leon Madsen *           | Dania             | 2017–2022 | 1     | –      | 2    | 3     |
| 5.  | Emil Sajfutdinow *      | Rosja             | 2014      | 1     | –      | –    | 1     |
| 5.  | Krystian Pieszczek      | Polska            | 2016      | 1     | –      | –    | 1     |
| 5.  | Patryk Dudek *          | Polska            | 2018      | 1     | –      | –    | 1     |
| 5.  | Michael Jepsen Jensen * | Dania             | 2025      | 1     | –      | –    | 1     |
| 9.  | Piotr Pawlicki *        | Polska            | 2015–2019 | –     | 3      | –    | 3     |
| 10. | Martin Vaculík *        | Słowacja          | 2014–2023 | –     | 1      | 2    | 3     |
| 11. | Kacper Woryna *         | Polska            | 2017–2023 | –     | 1      | 1    | 2     |
| 12. | Darcy Ward              | Australia         | 2014      | –     | 1      | –    | 1     |
| 12. | Janusz Kołodziej        | Polska            | 2021      | –     | 1      | –    | 1     |
| 12. | Tai Woffinden           | Wielka Brytania   | 2022      | –     | 1      | –    | 1     |
| 12. | Artiom Łaguta *         | Polska            | 2025      | –     | 1      | –    | 1     |
| 16. | Greg Hancock            | Stany Zjednoczone | 2015      | –     | –      | 1    | 1     |
| 16. | Piotr Protasiewicz      | Polska            | 2016      | –     | –      | 1    | 1     |
| 16. | Nicki Pedersen          | Dania             | 2018      | –     | –      | 1    | 1     |
| 16. | Fredrik Lindgren *      | Szwecja           | 2024      | –     | –      | 1    | 1     |
| 16. | Dominik Kubera *        | Polska            | 2025      | –     | –      | 1    | 1     |

Pogrubioną czcionką – zostali zaznaczeni zawodnicy, którzy kontynuują karierę żużlową. Dodatkowo przy zawodnikach występujących w Ekstralidze w sezonie 2025 postawiono gwiazdkę (*).

### Według klubów
Stan po sezonie 2025
| Lp. | Klub                     | Złoto | Srebro | Brąz | Razem |
| --- | ------------------------ | ----- | ------ | ---- | ----- |
| 1.  | Stal Gorzów Wielkopolski | 3     | 1      | 2    | 6     |
| 2.  | KS Toruń                 | 2     | 1      | –    | 3     |
| 3.  | ZKŻ Zielona Góra         | 2     | –      | 2    | 4     |
| 3.  | Speedway Lublin          | 2     | –      | 2    | 4     |
| 5.  | Unia Leszno              | 1     | 4      | –    | 5     |
| 6.  | Włókniarz Częstochowa    | 1     | 1      | 3    | 5     |
| 7.  | GKM Grudziądz SA         | 1     | 1      | –    | 2     |
| 8.  | ROW Rybnik SA            | –     | 2      | –    | 2     |
| 8.  | WTS Wrocław              | –     | 2      | –    | 2     |
| 10. | Unia Tarnów              | –     | –      | 2    | 2     |
| 11. | Speedway Stal Rzeszów    | –     | –      | 1    | 1     |

### Według państw
Stan po sezonie 2025
| Lp. | Państwo           | Złoto | Srebro | Brąz | Razem |
| --- | ----------------- | ----- | ------ | ---- | ----- |
| 1.  | Polska            | 7     | 6      | 5    | 18    |
| 2.  | Rosja             | 2     | 1      | –    | 3     |
| 3.  | Dania             | 2     | –      | 3    | 5     |
| 4.  | Australia         | 1     | 3      | –    | 4     |
| 5.  | Słowacja          | –     | 1      | 2    | 3     |
| 6.  | Wielka Brytania   | –     | 1      | –    | 1     |
| 7.  | Stany Zjednoczone | –     | –      | 1    | 1     |
| 7.  | Szwecja           | –     | –      | 1    | 1     |